# یواس‌اس ال‌اس‌تی-۵
یواس‌اس ال‌اس‌تی-۵ (به انگلیسی: USS LST-5) یک کشتی بود که طول آن ۳۲۸ فوت (۱۰۰ متر) بود. این کشتی در سال ۱۹۴۲ ساخته شد.